# La Bibbia secondo Pierino
La Bibbia secondo pierino (La Création du monde) è un film d'animazione del 1958, adattamento dalle prime storie della Genesi della Bibbia.

## Trama
Un Padre Eterno adagiato su una nuvola nel vuoto dell'universo buio si mette a creare il mondo secondo un cronoprogramma che stende su una lavagna, spaziando dalla luce all'uomo. Il lavoro è qua e là ostacolato dal Diavolo che però alla fine viene sconfitto e il mondo creato nel suo splendore.

## Produzione
Il film venne iniziato nel 1956 e terminato nel 1958, impegnando per ben due anni di produzione un cast di disegnatori cecoslovacchi, ispirati alla grafica dei disegni del francese Jean Effel.

## Distribuzione
Il film venne proiettato per la prima volta al Festival di Venezia del 1958 dove inizialmente ottenne commenti favorevoli dalla critica e degli apprezzamenti da parte dell'Osservatore Romano, che ne apprezzava la modernità di linguaggio e la comunicabilità di un tema religioso complesso anche ai bambini, con il linguaggio a loro più vicino, quello dei cartoni animati.
Poco tempo dopo, ad ogni modo, giunse la smentita del cardinale Alfredo Ottaviani il quale espresse un severo commento sulla pellicola. Anche negli ambienti francesi più clericali il film venne accusato di essere eccessivamente irriverente nei confronti di un testo sacro ed addirittura blasfemo.
In Italia, vinte le prime resistenze, venne infine distribuito nel 1976, dotato di un nuovo commento parlato a cura di Giancarlo Fusco e Ferdinando Gicca, con musiche di Mario Migliardi e il nuovo titolo di La Bibbia secondo Pierino, che venne giudicato adatto per distaccare a sufficienza il tema religioso da quello divertente. Il film così riadattato venne giudicato "raccomandabile, poetico, per le famiglie" dal Centro Cattolico.
Nel 2001 è stata realizzata la versione in DVD a cura della Cineteca Italiana di Milano.